# Alexander Gordon, III conde de Huntly
Alexander Gordon, III conde de Huntly (m. 1524) fue un noble escocés. Fue miembro del parlamento, del  Consejo Privado, regente y Lugarteniente del reino.

## Biografía
Era hijo de George Gordon, II conde de Huntly y su segunda mujer, la Princesa Anabella de Escocia, la hija más joven de Jacobo I.
Como favorito de Jacobo IV, recibió grandes concesiones de tierra durante su carrera. En 1500,  fue nombrado sheriff hereditario de Inverness, por lo que se le otorgó poderes considerables en todo el norte de Escocia, y un año más tarde, en junio de 1501 sucedió a su padre como el III conde de Huntly. Fue testigo en el matrimonio de Jacobo IV en 1503 e intervino en la sofocación de los disturbios en las Islas en 1505. En 1509, recibió el Señorío comital de Lochaber.
Alexander luchó en la Batalla de Flodden el 9 de septiembre de 1513, donde mandaba el ala izquierda de los escoceses y fue uno de los pocos nobles afortunados que pudieron escapar con vida. Formó parte del consejo de Regencia en 1517 durante la minoría de Jacobo V de Escocia y fue nombrado lugarteniente del rey encima para toda Escocia excepto Argyle en 1517–18. Apoyó al Duque de Albany en su disputa con el Conde de Angus.
Alexander murió el 21 de enero de 1524 en Perth. Fue sucedido por su nieto, George Gordon, IV conde de Huntly.

## Familia
Alexander Gordon se casó po rpoderes el 20 de octubre de 1474 con Lady Jean Stewart, hija de John Stewart, conde de Atholl y Lady Margaret Douglas, hija de Archibald Douglas, V conde de Douglas. Alexander y Jean tuvieron la siguiente prole:
- John Gordon, Lord Gordon (m. 1517), padre de George Gordon, conde de Huntly.[2]
- Alexander Gordon de Strathavon, casado con Janet Grant.[5]
- William Gordon, Obispo de Aberdeen
- Lady Jean (o Janet) Gordon, casada con Colin Campbell, III conde de Argyll.
- Lady Christian Gordon, casada con Sir Robert de Menzies.
- Lady Marjory Gordon, casada con Thomas Lumsden, el Younger de Cushnie, que murió en la Batalla de Flodden.

Después de la muerte de su primera mujer, Alexander Gordon se casó con Elizabeth Gray, hija de Andrew Gray, Lord Gray y Janet Keith.